# Piyale Pacha
Piyale Pacha ou Piali Pacha (1515 - 21 janvier 1578), fut un amiral ottoman, commandant de la flotte de l'empire ottoman de 1553 à 1567 et vizir ottoman après 1568. Il remporte notamment, au côté de Dragut, la bataille de Djerba, participe au Grand Siège de Malte en 1565 et à la conquête de Chypre en 1570.

## Jeunesse
Selon les sources occidentales contemporaines, Piyale est d'origine croate, né en Hongrie (à Tolna selon Stephan Gerlach). 
Il est capturé dans sa jeunesse et devient page du palais de Topkapı, dont il sort avec le titre de Kapıcıbaşı.

## Amiral ottoman
En 1554, il est nommé Capitan pacha (amiral en chef de la flotte ottomane), d'abord avec le rang de Sanjak Bey puis quatre ans plus tard de Beylerbey. Soliman le Magnifique lui assigne la tâche d'aider la France dans sa guerre contre les Espagnols, sur demande du roi Henri II, en collaboration avec Dragut. Piyale Pacha prend la mer le 26 juin 1555. La flotte ottomane retrouve la flotte française à Piombino et repousse avec succès une attaque espagnole, tout en prenant plusieurs forteresses espagnoles en Méditerranée[réf. nécessaire].
En juin 1558, avec l'aide de Dragut, Piyale Pacha rejoint le détroit de Messine et capture Reggio de Calabre. Depuis cette place, ils se rendent dans les îles Éoliennes dont ils s'emparent avant de débarquer à Amalfi, dans le golfe de Salerne, et de prendre Massa Lubrense, Cantone et Sorrente. Ils débarquent plus tard encore à Torre del Greco, sur la côte toscane, et à Piombino. En septembre 1558, ils attaquent les côtes espagnoles avant de s'emparer de Minorque[réf. nécessaire]. 
Ces raids inquiètent particulièrement les provinces côtières de l'Espagne. Le roi Philippe II en appelle au pape Paul IV et à ses alliés en Europe pour tenter de mettre fin à la menace ottomane. En 1560, Philippe II réussit à mettre sur pied une alliance, une Sainte Ligue, réunissant l'Espagne, la république de Venise, la république de Gênes, les États pontificaux, le duché de Savoie et les chevaliers de l'ordre de Saint-Jean de Jérusalem. La flotte alliée se rassemble à Messine, forte de 54 galères et 66 autres vaisseaux, sous le commandement de Giovanni Andrea Doria, neveu du fameux amiral génois Andrea Doria[réf. nécessaire].

## La bataille de Djerba
En mars 1560, la Sainte Ligue prend l'île de Djerba, à la situation stratégique pour le contrôle de la route menant d'Alger à Tripoli. En réponse, Soliman le Magnifique envoie une flotte ottomane de 86 galères et galiotes, sous les ordres de Piyale Pacha, qui arrive à Djerba le 11 mai 1560 et détruit la flotte chrétienne en quelques heures lors de la bataille de Djerba. Giovanni Andrea Doria réussit à s'enfuir à bord d'un petit navire, mais les chrétiens survivants se réfugient, sous le commandement d'Álvaro de Sande, dans le fort qu'ils avaient construit sur l'île durant l'expédition.   Piyale et Dragut forcent finalement la garnison chrétienne à se rendre et font 5 000 prisonniers, notamment Sande, qu'ils emmènent à Constantinople. La flotte victorieuse est accueillie par une foule en liesse et Piyale épouse la Sultana Gevher Han, fille de Sélim II et petite-fille de Soliman[réf. nécessaire].
En 1563, Piyale Pacha capture Naples et les forteresses environnantes au nom du roi de France. Cependant, après le départ des Ottomans, les Français ne parviennent pas à conserver la ville qui est reprise par les Espagnols[réf. nécessaire].

## Le Grand Siège de Malte
En 1565, Piyale, aux côtés de Mustapha Pacha et de Dragut, est chargé par Soliman de prendre l'île de Malte pour mettre fin aux activités de corsaires de chevaliers de l'ordre de Saint-Jean de Jérusalem. Malgré leurs efforts, les Ottomans ne parviennent pas à faire tomber les forteresses des chevaliers et doivent regagner Constantinople après avoir subi de lourdes pertes. Dragut perd notamment la vie au cours de cet épisode[réf. nécessaire].  
En 1566 Piyale prend l'île de Chios et met ainsi fin à la présence génoise en mer Égée. Il débarque ensuite dans les Pouilles, où il fait tomber de nombreuses forteresses italiennes[réf. nécessaire]. 